# Lietuvos paštas
Литовська пошта (лит. Lietuvos paštas) — національний оператор поштового зв'язку Литви зі штаб-квартирою у Вільнюсі. Є державною компанією та перебуває у підпорядкуванні уряду Литви. Член Всесвітнього поштового союзу.